# بشنو عشق
بشنو عشق (اردو: سنوچندا) یا عروسی بی عروسی یک سریال کمدی-رمانتیک پاکستانی است.